# Eric-Lynn Kelley
Eric Lynn Kelley (ca. 1947) is een Amerikaans klavecinist en organist.

## Levensloop
Kelley behaalde een Master in muziek in de Verenigde Staten en kwam verder studeren in Duitsland, met een Fulbrightbeurs, aan de Muziekhogeschool in Frankfurt am Main. Hij vervolgde zijn studies in Amsterdam bij Gustav Leonhardt.
In 1974 behaalde hij de Derde prijs in het internationaal klavecimbelconcours in Brugge, in het kader van het Festival Musica Antiqua
Hij was actief als concertant in vele Europese landen, zowel op het orgel als op klavecimbel. Als solist werkte hij samen met vele ensembles en orkesten. 
Hij trad op samen met onder meer Gustav Leonhardt, Jos Van Immerseel, Frans Brüggen, Konrad Hünteler, Thomas Pietsch, Barbara Schlick, Michael Schopper, Christoph Pregardien en Stephen Varcoe. Als  solist trad hij op met ensembles zoals „Das kleine Konzert“, Collegium Aureum, The English Consort of Viols. 
Deze activiteiten gaven aanleiding tot heel wat platenopnamen en radio-opnamen. 
Eric-Lynn Kelley doceerde van 1975 tot 2007 klavecimbel, historische klavierinstrumenten en kamermuziek aan Dr. Hoch’s Konservatorium in Frankfurt am Main. Onder zijn oud-leerlingen bevinden zich heel wat gerenommeerde musici.